# Snowboard a 2010. évi téli olimpiai játékokon
A 2010. évi téli olimpiai játékokon a snowboard versenyszámait a Cypress-hegységben kialakított pályán rendezték meg február 15. és 27. között. A sportágban 3 férfi és 3 női versenyszámban osztottak érmeket.

## Éremtáblázat
(A rendező nemzet csapata eltérő háttérszínnel, az egyes számoszlopok legmagasabb értéke, vagy értékei vastagítással kiemelve.)
| A 2010. évi téli olimpiai játékok éremtáblázata snowboardban | A 2010. évi téli olimpiai játékok éremtáblázata snowboardban | A 2010. évi téli olimpiai játékok éremtáblázata snowboardban | A 2010. évi téli olimpiai játékok éremtáblázata snowboardban | A 2010. évi téli olimpiai játékok éremtáblázata snowboardban | Olimpia  |
| ------------------------------------------------------------ | ------------------------------------------------------------ | ------------------------------------------------------------ | ------------------------------------------------------------ | ------------------------------------------------------------ | -------- |
|                                                              | Ország                                                       | Arany                                                        | Ezüst                                                        | Bronz                                                        | Összesen |
| 1.                                                           | Egyesült Államok (USA)                                       | 2                                                            | 1                                                            | 2                                                            | 5        |
| 2.                                                           | Kanada (CAN)                                                 | 2                                                            | 1                                                            | 0                                                            | 3        |
| 3.                                                           | Ausztrália (AUS)                                             | 1                                                            | 0                                                            | 0                                                            | 1        |
| 3.                                                           | Hollandia (NED)                                              | 1                                                            | 0                                                            | 0                                                            | 1        |
|                                                              |                                                              |                                                              |                                                              |                                                              |          |
| 5.                                                           | Franciaország (FRA)                                          | 0                                                            | 1                                                            | 2                                                            | 3        |
| 6.                                                           | Ausztria (AUT)                                               | 0                                                            | 1                                                            | 1                                                            | 2        |
| 7.                                                           | Finnország (FIN)                                             | 0                                                            | 1                                                            | 0                                                            | 1        |
| 7.                                                           | Oroszország (RUS)                                            | 0                                                            | 1                                                            | 0                                                            | 1        |
|                                                              |                                                              |                                                              |                                                              |                                                              |          |
| 9.                                                           | Svájc (SUI)                                                  | 0                                                            | 0                                                            | 1                                                            | 1        |
|                                                              |                                                              |                                                              |                                                              |                                                              |          |
| Összesen                                                     | Összesen                                                     | 6                                                            | 6                                                            | 6                                                            | 18       |

## Részt vevő nemzetek
A versenyeken 27 nemzet 185 sportolója vett részt.
- Andorra (AND)
- Ausztrália (AUS)
- Ausztria (AUT)
- Brazília (BRA)
- Bulgária (BUL)
- Csehország (CZE)
- Dánia (DEN)
- Dél-Korea (KOR)
- Egyesült Államok (USA)
- Finnország (FIN)
- Franciaország (FRA)
- Hollandia (NED)
- Japán (JPN)
- Kanada (CAN)
- Kína (CHN)
- Lengyelország (POL)
- Nagy-Britannia (GBR)
- Németország (GER)
- Norvégia (NOR)
- Olaszország (ITA)
- Oroszország (RUS)
- Spanyolország (ESP)
- Svájc (SUI)
- Svédország (SWE)
- Szlovénia (SLO)
- Ukrajna (UKR)
- Új-Zéland (NZL)

## Érmesek

### Férfi
| A 2010. évi téli olimpiai játékok érmesei férfi snowboardban |                                       |                                       |                                    |                                |                                        |                                        |
| Versenyszám                                                  | Arany                                 | Arany                                 | Ezüst                              | Ezüst                          | Bronz                                  | Bronz                                  |
| Halfpipe                                                     | Shaun White · Egyesült Államok (USA)  | 48,4                                  | Peetu Piiroinen · Finnország (FIN) | 45,0                           | Scotty Lago · Egyesült Államok (USA)   | 42,8                                   |
| Parallel giant slalom                                        | Jasey-Jay Anderson · Kanada (CAN)     | Jasey-Jay Anderson · Kanada (CAN)     | Benjamin Karl · Ausztria (AUT)     | Benjamin Karl · Ausztria (AUT) | Mathieu Bozzetto · Franciaország (FRA) | Mathieu Bozzetto · Franciaország (FRA) |
| Snowboard cross                                              | Seth Wescott · Egyesült Államok (USA) | Seth Wescott · Egyesült Államok (USA) | Mike Robertson · Kanada (CAN)      | Mike Robertson · Kanada (CAN)  | Tony Ramoin · Franciaország (FRA)      | Tony Ramoin · Franciaország (FRA)      |

### Női
| A 2010. évi téli olimpiai játékok érmesei női snowboardban |                                       |                                       |                                          |                                          |                                      |                                 |
| Versenyszám                                                | Arany                                 | Arany                                 | Ezüst                                    | Ezüst                                    | Bronz                                | Bronz                           |
| Halfpipe                                                   | Torah Bright · Ausztrália (AUS)       | 45,0                                  | Hannah Teter · Egyesült Államok (USA)    | 42,4                                     | Kelly Clark · Egyesült Államok (USA) | 42,2                            |
| Parallel giant slalom                                      | Nicolien Sauerbreij · Hollandia (NED) | Nicolien Sauerbreij · Hollandia (NED) | Jekatyerina Iljuhina · Oroszország (RUS) | Jekatyerina Iljuhina · Oroszország (RUS) | Marion Kreiner · Ausztria (AUT)      | Marion Kreiner · Ausztria (AUT) |
| Snowboard cross                                            | Maëlle Ricker · Kanada (CAN)          | Maëlle Ricker · Kanada (CAN)          | Déborah Anthonioz · Franciaország (FRA)  | Déborah Anthonioz · Franciaország (FRA)  | Olivia Nobs · Svájc (SUI)            | Olivia Nobs · Svájc (SUI)       |